# مونتيفردي مارتيمو
مونتيفيردي ماريتيمو (Monteverdi Marittimo) هي بلدية تقع في مقاطعة بيزا، ضمن إقليم توسكانا وسط إيطاليا. تبعد حوالي 80 كيلومترًا جنوب غرب فلورنسا، وحوالي 60 كيلومترًا جنوب شرق بيزا.